# Giro delle Alpi Apuane 1954
Il Giro delle Alpi Apuane 1954, undicesima edizione della corsa, si svolse il 4 luglio 1954 su un percorso di 224 km, con partenza e arrivo a Marina di Massa, in Italia. La vittoria fu appannaggio dell'italiano Giuseppe Buratti, che completò il percorso in 6h18'00", alla media di 33,303 km/h, precedendo i connazionali Luciano Ciancola e Franco Aureggi. 

## Ordine d'arrivo (Top 10)
| Pos. | Corridore             | Squadra            | Tempo    |
| ---- | --------------------- | ------------------ | -------- |
| 1    | Giuseppe Buratti      | Urago-d'Alessandro | 6h18'00" |
| 2    | Luciano Ciancola      | Legnano            | a 4'08"  |
| 3    | Franco Aureggi        | Legnano            | s.t.     |
| 4    | Lido Sartini          | Bartali            | s.t.     |
| 5    | Cesare Olmi           | Bottecchia         | s.t.     |
| 6    | Sergio Vitali         | Girardengo         | a 4'27"  |
| 7    | Walter Serena         | Bottecchia         | a 5'13"  |
| 8    | Tranquillo Scudellaro | Legnano            | s.t.     |
| 9    | Giacomo Zampieri      | Bartali            | s.t.     |
| 10   | Rolando Verdini       | -                  | s.t.     |